# Klaas Ritzema
Klaas Ritzema (Groningen, 24 december 1919 - Overveen, 16 juli 1944) was verzetsman.
Klaas Ritzema was het jongste kind van Ebe Ritzema en Dientje Kok en werkzaam bij de Voogdijraad in Groningen. Nadat hij in 1941/1942 met ondergronds werk in Groningen was begonnen, nam hij in 1943 de wijk naar Gelderland. In juni 1944 trad hij toe tot de KP-Alkmaar en in dezelfde maand nam hij deel aan de mislukte overval op het distributiekantoor van Haarlem. Op 12 juli werd Ritzema gearresteerd en vier dagen later, samen met veertien andere mannen uit het verzet, doodgeschoten. In juli 1945 werden de stoffelijke overschotten gevonden in het duingebied bij Overveen. Klaas Ritzema werd op de Eerebegraafplaats Bloemendaal herbegraven.